# Tungstène (logiciel)
TunGstene est un logiciel permettant d'assister l'interprétation des modifications qui auraient pu être faites sur des images numériques. Il a été développé par Roger Cozien, ingénieur et docteur en informatique.
Il n'existe pour l'instant pas de version grand public ; le logiciel n'est proposé qu'à des grandes infrastructures telles que des ministères, l'Agence France-Presse... Il a par exemple servi pour analyser la photo de la situation room lors du raid contre la résidence de Ben Laden.
La société produisant ce logiciel, eXo maKina, en produit d'autres, notamment Tantale, Constantine, Canopée et CeramiK.